# Mesorregión Central Potiguar
La mesorregión de Central Potiguar es una de las cuatro  mesorregiones del estado brasileño de Río Grande del Norte y es la menos poblada. Está formada por la unión de 37 municipios agrupados en cinco  microrregiones.
Ciudades importantes de la mesorregión son Angicos, Galinhos,  Macau, Currais Nuevos, Caicó y Pedro Avelino.

## Microrregiones
- Angicos
- Macau
- Seridó Occidental
- Seridó Oriental
- Sierra de Santana

- Datos: Q2597398